# Simon Plouffe
Simon Plouffe (Saint-Jovite, 11 giugno 1956) è un matematico canadese.
È lo scopritore, nel 1995, della formula BBP (Bailey-Borwein-Plouffe) che permette la computazione della n-esima cifra binaria di π. Plouffe è anche il coautore dell'Encyclopedia of Integer Sequences, trasformata in un sito web (On-Line Encyclopedia of Integer Sequences) più tardi nel 1995.